# Соснихин, Вадим Александрович
Вадим Александрович Соснихин (10 августа 1942, Киев — 28 сентября 2003, Киев) — советский футболист, центральный защитник. Мастер спорта СССР. На протяжении всей карьеры выступал за футбольный клуб «Динамо» (Киев). Игрок сборной СССР (1966—1971).

## Карьера

### В клубе
Воспитанник киевской футбольной школы № 1 (с 1957), первые тренеры — Михаил Борисович Корсунский и Владимир Фёдорович Качалов. С 1959 года в школе киевского «Динамо». В юношестве играл в нападении, выполняя роль форварда таранного типа. Много забивал, заметно выделялся среди своих сверстников. В составе юношеской команды клуба стал чемпионом СССР. Причём из 59 мячей, которые динамовцы провели тогда в ворота соперников, Соснихин записал на свой счёт почти половину. Талантливого нападающего призвали под знамёна юношеской сборной Союза, где он выступал вместе с другими известными впоследствии футболистами — Муртазом Хурцилавой, Эдуардом Маркаровым, Геннадием Логофетом.
В 1960 году 18-летний Соснихин перешёл в первую клубную команду «Динамо», где постепенно переквалифицировался из нападающего в защитника. Вначале тренер «дубля» Михаил Коман перевел его в среднюю линию, а затем уже главный тренер клуба Вячеслав Соловьев — в центр обороны. Именно на этой позиции, но уже в команде Виктора Маслова и добился Соснихин своих наивысших спортивных успехов и признания публики.
Во второй половине 60-х — начале 70-х Соснихин был ключевым игроком обороны «Динамо». Физически сильный, массивный, хорошо технически подготовленный, умел правильно выбрать позицию, расчётливо сыграть на перехвате, был аккуратен в подстраховке. Свои действия на поле не акцентировал исключительно на разрушении, а в любой ситуации стремился к созиданию. Временами совершал длинные рейды к штрафной соперников. Своей игрой Соснихин заслужил среди партнёров и болельщиков беспрекословный авторитет, за что и получил почётное прозвище «директор».
За двенадцать лет в «Динамо» Вадим Соснихин четырежды становился чемпионом СССР, дважды обладателем Кубка СССР. Всего в чемпионате СССР сыграл в 291 матче (забил 2 гола). Был капитаном «Динамо» в 1970—1972 годах.
В еврокубковых соревнованиях в 1965—1972 годах сыграл 18 матчей (Кубок обладателей Кубков — 6; Кубок чемпионов — 12).

### В сборной
В сборной СССР сыграл 4 матча. За олимпийскую сборную СССР сыграл 3 матча в рамках отборочного цикла к Олимпиаде 1972 года в Мюнхене, был капитаном команды, но в состав на финальную стадию не попал.
- 16 октября 1966. Товарищеский матч. СССР — Турция, 0:2. 90 минут
- 23 октября 1966. Т.[3] СССР — ГДР, 2:2. 90 минут
- 3 июня 1967. Т. Франция — СССР, 2:4. 90 минут
- 18 сентября 1971. Т. СССР — Индия, 5:0. 90 минут
- 13 октября 1971. Отборочный матч к ОИ-1972. СССР (олимп.) — Австрия (олимп.), 4:0. 90 минут, капитан команды
- 3 ноября 1971. ОМ к ОИ-1972. СССР (олимп.) — Франция (олимп.), 5:1. 90 минут, капитан команды
- 18 ноября 1971. ОМ к ОИ-1972. Австрия (олимп.) — СССР (олимп.), 0:1. 90 минут, вышел на замену

### Тренерская карьера
После завершения игровой карьеры работал тренером в детско-юношеской школе киевского «Динамо» (1974—1991). С 1992 работал начальником команды ветеранов «Динамо» (Киев).

## Достижения
В клубе
- Чемпион СССР (4): 1966, 1967, 1968, 1971

Второй призёр чемпионата СССР: 1965, 1969, 1972, 1973
- Обладатель Кубка СССР: 1964, 1966

Личные
- В списках 33 лучших футболистов сезона в СССР (6): № 2 — 1966, 1968, 1971; № 3 — 1964, 1969; 1967[4]
- По опросу газеты «Украинский футбол» в 2001 году вошёл в символическую сборную Украины XX века[5]

Участие в памятных матчах
- Первый матч советской команды и киевского «Динамо» в еврокубках. Кубок обладателей Кубков УЕФА 1965/66. Отборочный круг. I-й матч.

2 сентября 1965. «Колрейн» (Северная Ирландия) — «Динамо» (Киев), 1:6.
- Прощальный матч Льва Яшина.

27 мая 1971. Сборная «Динамо» — Сборная мира, 2:2.